# أزبكي (نظر أباد)
أزبكي هي قرية في مقاطعة نظر أباد، إيران. يقدر عدد سكانها بـ 83 نسمة بحسب إحصاء 2016.